# 게이세이 전철 3400형 전동차
게이세이 전철 3400형 전동차(일본어: 京成3400形電車 けいせい3400がたでんしゃ[*])는 케이세이 전철에서 1993년부터 1995년까지 도입한 통근용 전동차이다.

## 참고 문헌
- 交友社 『鉄道ファン』
  - 1993年5月号 新車ガイド「京成3400形通勤形電車」
- 鉄道図書刊行会 『鉄道ピクトリアル』
  - 1993年5月号 「京成電鉄3400形電車」
  - 1997年1月臨時増刊号 「京成電鉄特集」
  - 2007年3月臨時増刊号 「京成電鉄特集」